# Acanthoderes septemmaculata
Acanthoderes septemmaculata là một loài bọ cánh cứng trong họ Cerambycidae.